# Clipse
Clipse is een Amerikaans rapduo uit Virginia Beach, geformeerd door de broers No Malice (geboren Gene Thornton in 1973 in de Bronx) en Pusha T (geboren Terrence Thornton in 1977 in de Bronx) in 1992. Ze staan bekend om hun single "Grindin'" uit 2002 en hun samenwerking met de productieteam The Neptunes.

## Geschiedenis
Met hun debuutalbum Lord Willin', die in 2002 verscheen, steeg Clipse onmiddellijk in de ranglijst en werd gerangschikt als plaats 4 in de Amerikaanse Billboard album charts. In oktober 2002 werden aan de twee door de RIAA een gouden plaat uitgereikt.
In 2006 kwam hun nieuwe album Hell Hath No Fury, waarop gastbijdragen van Pharrell Williams, Slim Thug, Ab-Liva en Sandman zijn te horen. Het album werd volledig geproduceerd door The Neptunes.
Clipse had zijn eigen platenlabel genaamd Re-Up Records, waar de twee rappers Ab-Liva en Sandman onder contract stonden.

## Discografie
Albums
- 1997: Exclusive Audio Footage
- 2002: Lord Willin'
- 2006: Hell Hath No Fury
- 2009: Til the Casket Drops
- 2025: Let God Sort Em Out